# 상대주의
상대주의(相對主義)는 경험과 문화 등 여러 가지 조건의 차이에 따라 가치 판단 또는 진실의 기준이 달라진다는 것을 주요 내용으로 하는 사상이다. 모든 가치의 절대적 타당성을 부인하고 모든 것이 상대적이라고 보는 입장이다. 그러나 상대주의 사상은 하나로 정해져 있는 것이 아니며, 극단적 상대주의, 보편적·합리적 상대주의 등 여러 갈래로 나뉜다. 그리고 윤리 절대주의와 윤리 상대주의처럼 서로 반대편에 놓인 듯하면서도 사실은 보완관계에 놓인 경우도 있다.
상대주의에 대한 반대어로 절대주의가 있다.

## 같이 보기
- 인류학
- 절대주의